# ليغو غروب
ليغو غروب (بالإنجليزية: LEGO Group) أو مجموعة ليغو. هي شركة دنماركية من أشهر منتجاتها لعبة ليغو. وتصنع أيضا الجهاز الرئيس للروبوت مثل ليغو مايندستورمز إن إكس تي وليغو منيدستورمز أر سي إكس.
تأسست الشركة عام 1932 واسمها مقتبس من الكلمة الدنماركية "leg godt" وتعني «العب جيدا».
وصنعت أول قطعة ليغو في أوروبا سنة 1940 ميلادي وحققت نجاحا دوليا، مع ثقافة فرعية واسعة النطاق التي تدعم ليغو الأفلام، والألعاب، ألعاب الفيديو، والمسابقات.

## وصلات خارجية
- معلومات عن الشركة من موقعها الرسمي (بالإنجليزية)